# Northwest Territory
Northwest Territory è un film del 1951 diretto da Frank McDonald.
È un western statunitense con Kirby Grant, Gloria Saunders e Warren Douglas. Fa parte della serie di film con Kirby Grant (caporale Rod Webb) e il suo cane Chinook realizzati per la Monogram Pictures.

## Produzione
Il film, diretto da Frank McDonald su una sceneggiatura di William Raynor e un soggetto di James Oliver Curwood, fu prodotto da Lindsley Parsons per la Monogram Pictures e girato a Big Bear Lake e nei pressi del Cedar Lake, Big Bear Valley, San Bernardino National Forest, California, nel settembre 1951. Il titolo di lavorazione fu Northwest Patrol.

## Distribuzione
Il film fu distribuito negli Stati Uniti dal 9 dicembre 1951 al cinema dalla Monogram Pictures.

## Promozione
Le tagline sono:
- BLAZING VENGEANCE ON THE NORTH GOLD TRAIL!
- Gun thunder rocks the Yukon!